# Orber Moreno

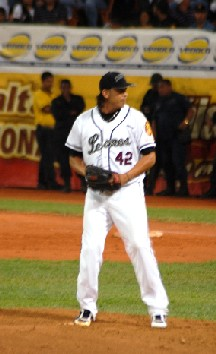
Orber Moreno.

Orber Aquiles Moreno Sulbarán nació en Caracas, Venezuela, el 27 de abril de 1977. Tiene experiencia de 14 años como pitcher profesional, repartidos entre la Liga Venezolana de Béisbol Profesional, integrando el roster del equipo Leones del Caracas y en donde posee el récord de Más Partidos Salvados como Cerrador (14) para un Pitcher Criollo, e igualmente, jugó 9 años con el equipo de Kansas City Royals (1993 - 2001); tres (3) años con los New York Mets (2002 - 2005), estableciendo récord en las Ligas Mayores de Más Bateadores Enfrentados Consecutivamente Sin Permitir Hits de Extrabases (104) y en el 2006 jugó con los St. Louis Cardinals y los Orioles de Baltimore.
- www.orbermoreno.com (2007). «Instructores». Archivado desde el original el 2 de febrero de 2010. Consultado el 2 de febrero de 2010.

Debutó en la Liga Venezolana de Béisbol Profesional el 30 de noviembre de 1996 con los Leones del Caracas, equipo con el que ha logrado 2 títulos de Campeón en la mencionada liga (2005-2006 y 2009-2010) y en el cual permanece activo. Ha logrado 2 títulos de la Serie del Caribe: en 2006 con Leones del Caracas y en 2009 con Tigres de Aragua en calidad de refuerzo. También es miembro de la selección que representa a Venezuela en el Clásico Mundial de Béisbol.
Moreno, tiene cuatro hijos y vive actualmente en Venezuela.

## Estadísticas de Orber Moreno
| Temporada | Equipo | JL  | JG | JP | JS | IL    | HP  | CP | BB | SO  | EFE  |
| --------- | ------ | --- | -- | -- | -- | ----- | --- | -- | -- | --- | ---- |
| 1996-1997 | Leones | 2   | 1  | 0  | 0  | 3.2   | 1   | 0  | 2  | 2   | 0.00 |
| 1997-1998 | Leones | 20  | 3  | 1  | 0  | 37.0  | 32  | 13 | 22 | 33  | 3.16 |
| 1998-1999 | Leones | 24  | 3  | 0  | 14 | 26.1  | 21  | 2  | 5  | 29  | 0.68 |
| 2003-2004 | Leones | 10  | 2  | 0  | 1  | 11.2  | 14  | 6  | 7  | 12  | 4.63 |
| 2005-2006 | Leones | 7   | 1  | 0  | 0  | 9.0   | 5   | 0  | 5  | 7   | 0.00 |
| 2006-2007 | Leones | 18  | 0  | 0  | 1  | 21.0  | 16  | 3  | 6  | 16  | 1.29 |
| 2007-2008 | Leones | 20  | 0  | 0  | 0  | 18.2  | 14  | 6  | 4  | 21  | 2.89 |
| 2008-2009 | Leones | 17  | 2  | 0  | 0  | 17.2  | 13  | 3  | 6  | 16  | 1.53 |
| 2009-2010 | Leones | 26  | 3  | 0  | 1  | 28.1  | 27  | 9  | 11 | 28  | 2.86 |
| TOTALES   |        | 144 | 15 | 1  | 17 | 173.1 | 143 | 42 | 68 | 160 | 2.18 |

| Temporada | Equipo | JL | JG | JP | JS | IL   | HP | CP | BB | SO | EFE  |
| --------- | ------ | -- | -- | -- | -- | ---- | -- | -- | -- | -- | ---- |
| 1997-1998 | Leones | 1  | 0  | 0  | 0  | 0.2  | 0  | 0  | 1  | 1  | 0.00 |
| 1998-1999 | Leones | 6  | 0  | 0  | 1  | 6.1  | 4  | 2  | 5  | 3  | 2.84 |
| 2003-2004 | Leones | 5  | 1  | 1  | 2  | 6.1  | 3  | 2  | 2  | 7  | 2.84 |
| 2005-2006 | Leones | 10 | 1  | 1  | 1  | 10.1 | 10 | 5  | 3  | 9  | 4.35 |
| 2006-2007 | Leones | 7  | 0  | 1  | 0  | 5.2  | 9  | 5  | 4  | 4  | 7.94 |
| 2007-2008 | Bravos | 10 | 0  | 0  | 0  | 10.0 | 9  | 1  | 4  | 8  | 0.90 |
| 2008-2009 | Leones | 5  | 0  | 0  | 1  | 6.1  | 6  | 1  | 4  | 5  | 1.42 |
| 2009-2010 | Leones | 8  | 2  | 0  | 0  | 6.0  | 4  | 1  | 3  | 4  | 1.50 |
| TOTALES   |        | 52 | 4  | 4  | 4  | 49.8 | 45 | 17 | 26 | 41 | 3.07 |

| Temporada | Equipo  | JL | JG | JP | JS | IL   | HP | CP | BB | SO | EFE  |
| --------- | ------- | -- | -- | -- | -- | ---- | -- | -- | -- | -- | ---- |
| 1998-1999 | Leones  | 3  | 0  | 0  | 0  | 6.2  | 2  | 0  | 3  | 5  | 0.68 |
| 2003-2004 | Caribes | 3  | 0  | 0  | 0  | 2.2  | 0  | 0  | 1  | 4  | 4.63 |
| 2005-2006 | Leones  | 2  | 0  | 0  | 0  | 2.0  | 0  | 0  | 0  | 2  | 0.00 |
| 2008-2009 | Leones  | 4  | 0  | 0  | 0  | 3.2  | 5  | 2  | 2  | 7  | 1.53 |
| 2009-2010 | Leones  | 5  | 0  | 0  | 0  | 6.0  | 5  | 1  | 4  | 5  | 1.50 |
| TOTALES   |         | 17 | 0  | 0  | 0  | 21.0 | 12 | 3  | 10 | 23 | 1.29 |

- Radio Sin Fronteras Network, C.A. (2009). «La Gaceta de la LVPB, Orber Moreno, P». Archivado desde el original el 7 de abril de 2022. Consultado el 2 de febrero de 2010.
- Diario Lider en Deportes (2010). «Estadísticas Moreno, Orber». Consultado el 2 de febrero de 2010. (enlace roto disponible en Internet Archive; véase el historial, la primera versión y la última).

| Temporada | Equipo      | JL | JG | JP | JS | IL   | HP | CP | BB | SO | EFE  |
| --------- | ----------- | -- | -- | -- | -- | ---- | -- | -- | -- | -- | ---- |
| 1999      | Kansas City | 7  | 0  | 0  | 0  | 8.0  | 4  | 5  | 6  | 7  | 5.63 |
| 2003      | NY Mets     | 7  | 0  | 0  | 0  | 8.0  | 10 | 7  | 3  | 5  | 7.88 |
| 2004      | NY Mets     | 33 | 3  | 1  | 1  | 34.2 | 29 | 13 | 11 | 29 | 3.38 |
| TOTALES   |             | 47 | 3  | 1  | 1  | 50.2 | 43 | 25 | 20 | 41 | 4.44 |

- ESPN Deportes (2010). «Orber Moreno  #49  P». Consultado el 2 de febrero de 2010.

## Premios Obtenidos por Orber Moreno en la LVBP
Cerrador del Año: este premio lo obtuvo durante la temporada 1998-1999 por su excelente labor durante dicha campaña logrando un total de catorce (14) juegos salvados para el conjunto Leones del Caracas.
- Radio Sin Fronteras Network, C.A. (2009). «La Gaceta de la LVPB, Orber Moreno, P». Archivado desde el original el 7 de abril de 2022. Consultado el 2 de febrero de 2010.

"Patón" Carrasquel (2009-2010): El premio "Patón Carrasquel" no tenía como base ni estadísticas ni actuación durante la zafra, el mismo tenía como norte premiar a un lanzador venezolano, durante la presente campaña, que recordara el ímpetu, la gallardía en el diamante, el levantarse ante las dificultades, y la calidad humana de Alejandro "Patón" Carrasquel. 
La Junta Directiva de la Liga Venezolana de Béisbol Profesional, luego de examinar una buena cantidad de historias de lanzadores criollos, activos en la presente campaña, tomó la decisión de entregar la distinción al caraqueño Orber Moreno, quien ha dado muestras de esos valores tanto en el terreno, como fuera de este, del "Patón" Carrasquel.
- Antonio Calderón/Prensa LVBP (enero de 2010). «Orber Moreno gana Premio "Patón" Carrasquel». Archivado desde el original el 22 de enero de 2010. Consultado el 3 de febrero de 2010.